# جو بروکس (بازیکن فوتبال، زاده ۱۸۸۵)
جو بروکس (انگلیسی: Joe Brooks؛ 23 November 1885 – ۱۹۴۴ (۶۳−۶۴ سال)) بازیکن فوتبال بود.